# Antonio Espinosa Chapinal
Antonio Espinosa Chapinal (Madrid, 1934 - el Campello, 2007) fou un polític, geògraf i recaptador de la Cambra de Comerç d'Alacant. Militant de la UCD i, després del CDS, va ser nomenat al juny de 1979 Conseller de Transports i Benestar Social en el Consell preautonòmic. El desembre de 1979, sense deixar l'anterior Conselleria, passarà a ocupar també la d'Obres Públiques i Urbanisme i la de Turisme, cessant de tots els seus càrrecs al juliol de 1980. L'agost de 1980 fou nomenat Director General de Consum i Disciplina del Mercat del Govern d'Espanya. En 1982 era Director General d'Ensenyaments Nàutics en el Ministeri de Transports.